# Régime Montignac
Le régime Montignac (ou méthode Montignac) est un régime amaigrissant mis au point par Michel Montignac vers le milieu des années 1980.

## Principe
Chaque aliment entraîne une sécrétion d'insuline plus ou moins grande de la part du pancréas. En prenant comme référence le glucose et en attribuant 100 à la valeur de son indice glycémique on compare ainsi les autres aliments par rapport au glucose. Ainsi on peut différencier les glucides à indices bas (35 et moins) et ceux à indice haut (55 et +, jusqu'à plus de 100 même).
Selon Michel Montignac, la prise de poids serait liée à la consommation de mauvais glucides qui entraîneraient un pic d'insuline. Le pancréas sécrète une dose d'insuline qui correspond à la dose de glucides apportée par les aliments. Dans la plupart des cas, le pancréas sécrète la bonne dose d'insuline pendant un certain nombre d'années, et se met à flancher. Ainsi, lorsqu'on mange des aliments à indice glycémique élevé, le pancréas secrétera une dose supérieure d'insuline ce qui aura pour effet de stocker les glucides et non de les brûler. On parle alors d'hyperinsulinisme et le sujet se met à grossir, même en mangeant peu.
Le but du régime sera donc d'éviter ces pics d'insuline en supprimant ces mauvais glucides. Il se compose de 2 phases : la première permettant de perdre du poids très rapidement (chez certaines personnes cette perte peut être jusqu'à 5 kg par mois au début) pendant les premiers mois. Même si la perte de poids se fait moins vite dans les mois suivants, elle continue cependant tant qu'on reste en phase 1.
Durant cette phase on privilégie les glucides à indices bas (inférieur à 50), voire très bas (inférieur à 35).
Les aliments autorisés sont principalement les légumes (sauf les carottes cuites, les pommes de terre), les légumineuses comme les pois, pois chiches, les lentilles et certaines viandes.
Pendant la deuxième phase quasiment tous les aliments sont permis. Cette phase est celle de stabilisation. Le but est toujours le même, privilégier les aliments à indices bas, mais cette fois-ci les écarts sont tolérés. On parle alors de résultante glycémique d'un repas. Cette résultante doit être maintenant à environ 50 à chaque repas. Par exemple, on peut manger des pommes de terre, à condition de manger avant 2 à 3 fois plus de légumes à indice bas. Un rapport de l'Ansés en 2010 met en évidence des apports en calcium inférieurs aux apports nutritionnels conseillés pendant cette phase.
Toutefois, il convient de signaler qu'une étude scientifique publiée en 2001 a démontré les fondements du régime Montignac : Effect of a low-glycaemic index – low fat – high protein diet on the atherogenic metabolic risk profile of abdominally obese men, Jean G. Dumesnil, British Journal of Nutrition (2001), 86, 557-568, nov. 2001.
L'avantage mis en avant dans les divers ouvrages est qu'il devient facile de maigrir en mangeant en quantité et en qualité, puisque l'on mange constamment à satiété.

## Règles
Le régime Montignac est basé sur deux règles :
Règle 1
Il faut supprimer les aliments riches en glucides et à IG élevé (pommes de terre, betteraves, pain blanc, pâtes fraiches notamment). Les autres aliments contenant moins de glucides sont permis, 2 à 3 fois par semaine, et consommés seuls.
Règle 2
L’association « graisses-sucres » favoriserait la prise de poids. Aussi, il est interdit d’associer lipides et glucides ou protéines animales et féculents, comme le steak frites, et même les frites seules qui allient glucides et lipides. Néanmoins, il est possible de manger protéines et lipides à volonté, pourvu qu'ils soient consommés seuls.
Les fruits (à l'exception de la banane) et le chocolat noir sont autorisés comme en-cas.
Seules les céréales brutes sont autorisées (pain et riz complets par exemple).
L'élément considéré n'est pas seulement la quantité de glucide, mais surtout l'indice glycémique, c'est-à-dire la sécrétion insulinique induite par l'aliment.
L'IG varie en fonction de nombreux paramètres, il est notamment plus faible lorsque les aliments sont riches en fibres (Wasa) ou difficiles à dégrader, plus élevé lorsqu'il y a gélatinisation (carottes cuites).

## Application pratique
- Les aliments suivants, à index glycémique élevés, sont interdits :
pâtisseries, confiseries, viennoiseries, chips, brioche, biscuits, barres chocolatées sucrées, pizza, couscous, crème glacée, sodas et boissons sucrées, riz blanc, pâtes, pain blanc, purée de pommes de terre, céréales du petit déjeuner, miel, chocolat, banane, riz soufflé, sucre, frites, betteraves, maïs, carottes cuites, bière, navet cuit, confiture, dattes, sucres en général.

- Les aliments riches en glucides à IG bas sont autorisés 3 fois par semaine :
les céréales complètes, les légumineuses (les graines sèches type lentilles, pois, flageolets, haricots rouges, etc.), le pain complet, le soja, les cacahuètes, les avocats, les spaghettis al dente.

Une journée “Montignac” peut se composer comme suit :
- petit déjeuner dans lequel on évite les céréales à base de farine blanche, de maïs, de sucre… Seules les céréales complètes sont acceptées. On peut aussi compléter par un café décaféiné, chicorée, ainsi qu'un yaourt à 0 % avec de la marmelade de fruits sans sucre. On pourra manger un fruit, mais environ un bon quart d'heure avant de prendre le petit déjeuner ;
- le déjeuner se compose d'une entrée, plat et fromage ou yaourt, chocolat (à plus de 70 % de cacao) ou fruits rouges. En revanche il est déconseillé de manger un fruit en fin de repas (sauf les fruits rouges). Ils sont à privilégier au goûter en cas de petit creux ;
- le dîner est du même genre que le déjeuner, si ce n'est qu'il doit être plus léger pour faciliter la digestion.